# Wavin' Flag
"Wavin' Flag" je pjesma somalsko-kanadskog pjevača K'naana s njegovog albuma Troubadour. K'naanoa verzija je na kanadskim ljestvicama ostvarila 2. mjesto, dok je obrada pjesme, koju su snimili Young Artists for Haiti, završio na prvom mjestu tih istih ljestvica. Verzija pjesme na kojoj, uz K'naana, sudjeluju i will.i.am i David Guetta namijenjena je međunarodnoj distribuciji. Pjesma se pojavljuje i na popisu pjesama u igrama NBA 2K10 i 2010 FIFA World Cup South Africa.
Pjesma je također izabrana za Coca-Colinu promotivnu himnu povodom Svjetskog nogometnog prvenstva 2010. koje se održalo u Južnoafričkoj Republici. Ta je verzija izdana pod naslovom "Wavin' Flag (The Celebration Mix)", a ubrzo su uslijedile i brojne dvojezične verzije za razna tržišta. Nakon izdavanja Celebration Mixa, malo prije početka prvenstva, pjesma je dosegla prvo mjesto na ljestvicama u Njemačkoj, Austriji i Švicarskoj, a drugo mjesto u Kanadi, Italiji, Ujedinjenom Kraljevstvu i Irskoj.

## K'naanova verzija pjesme "Wavin' Flag"

### Verzija s albuma
"Wavin' Flag" je treći službeni singl (sveukupno osmi) s K'naanova albuma Troubadour kojega su producirali Kerry Brothers, Jr. i Bruno Mars. Prva izvedba pjesme bila je uživo na Q TV-u s ciljem predstavljanja i promocije novog albuma. 

### Celebration mix
Coca-Cola je ovu pjesmu odabrala kao službenu himnu svog promotivnog programa povodom Svjetskog nogometnog prvenstva 2010. Pjesma je snimljena pod naslovom "Wavin' Flag (The Celebration Mix)", a ubrzo je uvrštena i na soundtrack igre 2010 FIFA World Cup South Africa. 
K'naan je posebno snimio novu verziju pjesme za prvenstvo u Južnoafričkoj Republici. Ovaj je remix dio Coca-Coline globalne integracijske marketinške kampanje "inspirirane veselim afričkim plesnim proslavama". Coca-Cola je i svoj poznati jingl ugradila u pjesmu, time povezujući pjesmu i svoj svjetski poznati brend. 
K'naanova pjesma "Wavin' Flag" bit će korištena kao glazbeni element tijekom cijele kampanje uključujući i kao pozadina svih Coca-Colinih reklama vezanih uz prvenstvo. Također će se puštati tijekom Coca-Coline "FIFA World Cup Trophy" turneje, te na digitalnoj platformi tijekom prvenstva. U Hrvatskoj se pjesma može čuti na reklami vezanoj uz Rogera Millu, kamerunskog nogometaša koji je prvi u povijesti proslavio postignuti pogodak plesom i tako inspirirao generacije nakon njega, koja slavi ples i veselje, dok je u Slovačkoj vezana uz Coca-Colinog vozača koji prevozi pehar Svjetskog prvenstva u kamionu, ali mora pričekati dok carinici ne izvrše inspekciju. Njih dva, u međuvremenu, zaplešu tijekom inspekcije i to upravo na K'naanovu pjesmu.
Snimljen je i spot za pjesmu "Wavin' Flag (The Celebration Mix)" u kojem cameo nastup ima i Damian Marley.
Nakon izdavanja Celebration Mixa, pjesma "Wavin' Flag" popela se na vrh ljestvica u Njemačkoj, Švicarskoj i Austriji, a drugo mjesto zauzela je u Ujedinjenom Kraljevstvu, Kanadi, Italiji i Irskoj.

#### Razlike od originala
"Wavin' Flag (The Celebration Mix)" je zapravo nova verzija K'naanove izvorne pjesme s Troubadoura. Iako sadrži velik broj elemenata kao i original, dodan je novi početak koji podiže atmosferu pjesme i tako ona postaje "otvorenija, gostoljubivija i svečanija", kako je sam K'naan rekao. Za Billboard.Biz, K'naan je rekao kako je iznimno ponosan na novu verziju pjesme. Također, ova verzija uklanja velik dio tzv. "mračnog teksta" izvorne verzije, što nije bilo u skladu s ciljem Coca-Coline kampanje, kojoj atmosfera "borbe za život" nije bila sukladna ideji veselja i ujedinjena koja je postignuta izmjenama pjesme.

### Dvojezične verzije
Nakon izdavanja originalnog Celebration Mixa, verzija "Wavin' Flag (The Celebration Mix)" doživjela je niz novih, dvojezičnih verzija, kao što su španjolsko-engleska, arapsko-engleska ili francusko-engleska. U tim je verzijama često dolazilo do izbacivanja dobrog dijela izvornog engleskog teksta kao i promjene glazbenog aranžmana. 
Prvu dvojezičnu verziju napravili su K'naan i španjolski pjevač David Bisbal (na španjolskom i engleskom) s ciljem izdavanja na latinoameričko tržište (Španjolska, Meksiko, Srednja i Južna Amerika). Pjesma "Wavin' Flag (Coca Cola Spanish Celebration Mix)" izvorno je, kao digitalni download, bila dostupna već u veljački 2010. Kao dio promocije pjesme, snimljen je spot u kojem K'naan i Bisbal zajedno izvode pjesmu. 
Arapska verzija pjesme (pjevana egipatskim dijalektom), naslovljena "Wavin' Flag/Shagga' Bi Alamak", nastala je kao suradnja K'naana i libanonske pjevačice Nancy Ajram. Spot za pjesmu režirala je Leila Kanaan, a snimanje je trajalo više od mjesec dana. Snimanje se odvijalo u Danskoj, Portugalu, Brazilu, Libanonu i Južnoafričkoj Republici.
Kinesku verziju pjesme izvode K'naan, Jacky Čeung i Jane Žang, a u Kini je dosegla broj 1 na ljestvicama, dok je tajlandsku verziju uz K'naana izvodio Tattoo Colour. 
Dosadašnje verzije
- Arapski svijet: "Wavin' Flag/Shagga' Bi Alamak" - K'naan i Nancy Ajram
- Brazil: "Comemorar" - K'naan i Skank
- Francuska: "Wavin' Flag " - K'naan i Féfé
- Grčka: "Wavin' Flag" - K'naan i Professional Sinnerz feat. Komis X
- Haiti:  "Wavin' Flag" - K'naan i MikaBen.
- Indija:  "Wavin' Flag" - K'naan i Jasim.
- Indonezija: "Wavin' Flag/Semangat Berkibar" - K'naan i Ipang
- Italija: Wavin' Flag" - K'naan ft. Mr. Blaza and MagicEmy
- Japan: "Wavin' Flag" (japanski: ウェイヴィン・フラッグ) - K'naan i  Ai
- NR Kina: "Wavin' Flag" (kineski: 旗开得胜) - K'naan, Jacky Čeung i Jane Žang
- Mađarska: "Nálunk van a labda" - novinari Magyar Televízió
- Mongolija: "Wavin' Flag" - P.Bayartsengel, D.Anu, E.Solongo i E.Soyombo .
- Nigerija: "Wavin' Flag (Naija Remix)" - K'naan i Banky W. & M.I.
- Rusija: "Wavin' Flag" - K'naan i St1m
- Somalija: "Wavin' Flag" - K'naan i Gulled Ahmed
- Španjolska (Latinska Amerika): "Wavin' Flag (Bandera de Libertad)" - K'naan i David Bisbal.
- Šri Lanka: "Wavin' Flag/Ekama Irak Yata" (sinhala: එකම ඉරක් යට) - K'naan, remix napravio Pradeep
- Tajland: "Wavin' Flag" - K'naan i Tattoo Colour.
- Vijetnam: "Wavin' Flag" - K'naan i Phương Vy.

### Remix Davida Guette & will.i.am-a
Međunarodni remix pjesme su, uz K'naana, radili francuski glazbenik David Guetta i američki raper/producent i frontman grupe Black Eyed Peas, will.i.am, a namijenjena je međunarodnoj distribuciji izvan Kanade. Velik dio teksta kojeg izvodi will.i.am je nadodan originalu, a neki dijelovi K'naanovog izvornog teksta su izbačeni. Pjesmu je na kraju miksao Dylan "3-D" Dresdow. 
Verzija s Davidom Duettom i will.i.am-om izdana je kao B-strana Celebration Mixa u Europi.
Poseban spot također je snimljen za ovu verziju, a na njemu izvođači stoje ispred velike crne zastave. No, neke scene s ovog spota preuzete su iz izvorne kanadske verzije, kao i iz Celebration Mixa. 

## Ljestvice
Pjesma "Wavin' Flag" je bila objavljena za digitalno preuzimanje u ožujku. Plasirala se na 99. mjestu ljestvice Billboard Hot 100 te je to njegova prva pjesma plasirana na toj ljestvici. Na kanadskoj ljestvici singlova je pjesma debitirala na 82. mjestu, a nedugo nakon toga dosegla je 2. mjesto i time postala njegov najveći hit u Kanadi. Pjesmu je izvodio 22. siječnja 2010. godine na humanitarnom koncertu za žrtve potresa u Haitiju, a jedan dan poslije pjesma se popela na vrhu kanadske iTunes ljestvice.
| Ljestvica (2009. – 2010.) | Najviša pozicija |
| ------------------------- | ---------------- |
| Ö3 Austria Top 40         | 1                |
| Ultratop Flandrija        | 22               |
| Ultratop Valonija         | 17               |
| Canadian Hot 100          | 2                |
| IFPI                      | 60               |
| IFPI                      | 17               |
| European Hot 100 Singles  | 1                |
| SNEP                      | 11               |
| Media Control AG          | 1                |
| IRMA                      | 2                |
| FIMI                      | 2                |
| Nederlandse Top 40        | 4                |
| VG-lista                  | 5                |
| IFPI                      | 5                |
| PROMUSICAE                | 7                |
| Media Control AG          | 1                |
| Sverigetopplistan         | 10               |
| UK Singles Chart          | 2                |
| UK R&B Chart              | 1                |
| Billboard Hot 100         | 82               |

## Young Artists for Haiti verzija
U veljači 2010. snimljena je obrada pjesme. Pjesmu su snimile sve kanadske zvijezde pod imenom Young Artists for Haiti te je objavljena kao humanitarni singl za pomoć žrtvama potresa u Haitiju.
Glavni predvoditelj ovog projekta je Bob Ezrin. Ostali izvođači koji se nalaze u projektu su K'naan, Nikki Yanofsky, Deryck Whibley, Jay Malinowski, Emily Haines, James Shaw, Fefe Dobson, Drake, Justin Bieber, Avril Lavigne, Nelly Furtado, Jully Black i Kardinal Offishall. Studenti s nekih sveučilišta su potvrdili da će svirati u orkestru.
| Ljestvica (2010.) | Najviša pozicija |
| ----------------- | ---------------- |
| Canadian Hot 100  | 1                |